# Szinuhe (regény)
A Szinuhe (finn címe: Sinuhe, egyptiläinen) Mika Waltari finn író 1945-ös regénye, mely meghozta írójának a nemzetközi sikert és elismerést.

## Története
|  | Alább a cselekmény részletei következnek! |

A regénynek az ókori egyiptomi irodalmi mű, Szinuhe története az alapja, aki thébai magánéleti botránya és bűnei miatt (egy Nefernefernefer nevű nő kicsalja tőle minden vagyonát, még a szüleinek szánt sírhelyet is, Szinuhe szülei meghalnak és nem tud nekik örök életet biztosítani a túlvilágon) szégyenletesen elmenekül Egyiptomból, de anyagi sikereket ér el és fontos tapasztalatokat szerez idegen országokban, többek között Babilonban és a minószi Krétán. Babilonban ismeri meg Mineát, a király egyik újonnan rabolt háremhölgyét, aki ráveszi, hogy szöktesse el onnan. Szinuhe ezt meg is teszi, és szerelemre ébred a krétai származású lány iránt. Ezért Hattin keresztül Krétára utaznak, hogy Minea felszabadulhasson istenének tett szüzességi esküje alól. Azon az éjszakán azonban, mikor erre sor kerülne, Mineát feláldozzák.
Szinuhét végig elkíséri Kaptah nevű szolgája, akit egykor szintén zálogul adott Nefernefernefernek, de Szinuhével együtt ő is megszökött. Szinuhe az őt ért hatalmas veszteség miatt visszautazik Egyiptomba. Megismeri Meritet, a Krokodilfarok nevű kocsma tulajdonosnőjét, s vele is meghitt kapcsolatot létesít, mikor azonban Ehnaton az új fővárosba hívatja Szinuhét, a férfi szó nélkül elutazik. Ehnaton vallási reformjai végül megbuknak, és Szinuhe az, aki beadja a gyógyszernek mondott halálos mérget a fáraónak, mert a zavargásokban Meritet is megölték.
Szinuhe ezek után beletörődik a sorsába, vagyis örökké magányos marad. Tanúja lesz, amint egykori barátja, Horemheb elfoglalja a fáraói széket, aki száműzi Szinuhét, mert túl sokat tud az eddig történtekről. Az idős Szinuhe egyedül, a tengerparton, állandó őrizet alatt megírja életét. Néha ugyan Kaptah meglátogatta és Muti, a cselédasszony végül Szinuhéhez költözött. A címszereplő teljesen egyedül maradt, azonban emberi tartását nem vesztette el. Ez volt a mű legfontosabb mondanivalója a második világháborút túlélő emberek számára. Waltari alapos kutatást végzett a regény megírása előtt, és az eredmény egy történelmi szempontból is hiteles regény lett (bár egyes részletek a későbbi kutatások fényében már nem tűnnek hitelesnek, tekintetbe kell venni, hogy a regény 1945-ben jelent meg.)
|  | Itt a vége a cselekmény részletezésének! |

### A regény szereplői
- Szinuhe – orvos, a regény főhőse
- Kaptah – Szinuhe egykori rabszolgája, aki követte urát mindenhová
- Horemheb – Szinuhe egykori barátja. Nem értette Ehnaton kísérleteit, s mikor hatalomra került, erős hadsereget hozott létre.
- Ehnaton – az ifjú fáraó, akit gyakran „ragadott magával az isten”, ilyenkor teljesen kábult állapotba került.
- Minea – Szinuhe szerelme. Burraburias babilóni király rabja volt, a minószi királyi ház leszármazottja. Krétán feláldozták.
- Merit – Szinuhe barátja, aki gyermeket is szült neki, de erről Szinuhe csak akkor értesült, mikor Merit és a fiú, Thot is meghalt.
- Muti – Szinuhe zsémbes cselédasszonya
- Thotmesz – Szinuhe gyermekkori barátja, szobrász és festő, akinek (a valóságban is) az Amarna-kori művészetben volt nagy szerepe.
- Burraburias – babilóni ifjú király
- Nefernefernefer – csábító szépségű, kétes erkölcsű nőszemély, neve háromszor Nefer, azaz: szép.
- Szenmut és Kipa – Szinuhe apja és anyja. Később azonban kiderült, hogy nem vér szerintiek. Szinuhe egy Tejével folytatott beszélgetés során rájön, hogy kik az igazi szülei: III. Amenhotep és a Teje által gyűlölt mitanni származású felesége, Taduhepa, akinek a gyermekét vízre rakták, őt magát valószínűleg megmérgezték. Szinuhét szülei a folyóból halászták ki egykor.
- Eje – a legfőbb pap volt Ehnaton uralkodása idején. Lányát, Nofertitit hozzáadta Ehnatonhoz, hogy aggságára az övé legyen a királyi szék. Beleőrült a hatalomba, nem evett, mert attól félt, megmérgezik.
- Teje – III. Amenhotep özvegye, aki még annak uralkodása alatt viszonyt folytatott Ejével.
- Baketaton – Ehnaton húga

## Magyarul
- Szinuhe; ford. Gombár Endre; Európa, Bp., 1964